# 萩野弘巳
萩野 弘巳（はぎの ひろみ、1933年8月18日 - 2011年3月17日）は、日本のジャーナリスト、翻訳家。
別名に広野 酉雄。

## 略歴
東京生まれ。東京都立日比谷高等学校卒業、東京大学教養学部フランス科卒業。
高校と大学の同期には伴野文夫がいる。
1957年日本放送協会に入り、1967年から1971年パリ総局に駐在。
フランス外国人記者協会副会長、サイゴン特派員などを経て解説委員、その後東海大学教授。
1999年県立長崎シーボルト大学教授。
カンボジア王国サハメトレイ勲章シュヴァリエ級、フランス共和国国家功労賞シュヴァリエ級。

## 著書
- 『フランスとフランス人』（日本放送出版協会） 1972
- 『パリ会談 到達そして出発』（日本放送出版協会） 1973
- 『中東横断 二つの旗 1』（日本放送出版協会） 1975
- 『新ふらんす物語』（講談社） 1978
- 『ジスカール体制とフランス』（教育社入門新書 時事問題解説） 1979
- 『フランス人と日本人』（日本放送出版協会） 1979
- 『戦火と人間 ある中東報告』（日本放送出版協会） 1983
- 『ヨーロッパ万華鏡』（文芸春秋） 1988
- 『地霊論 感性のトポロジー』（青土社） 2001

### 共著
- 『フランスあらかると』（二見道雄共著、三修社） 1977
- 『国際化せよ!! ファイナルカウントダウン 日本らしい国際化のための9の提言』（上素子, マッド・アマノ, 佐藤和夫, 有賀佐知子, 松本健, 舛井一仁, 佐々木朱実ほか共著、ケービーシーシー編集企画、敬文堂） 1990
- 『マスメディア論』（柏倉康夫, 小室広左子共著、放送大学教育振興会） 2003

## 翻訳
- 『ドゴールの最期 開かれなかったページ』（ジャン・モーリアック、訳著、サイマル出版会） 1973
- 『日本人をストップしろ ジャポネ排斥論』（エフィーモフ、サイマル出版会） 1974
- 『フリック・ストーリ ふらんすデカ物語』（ロジェ・ボルニッシュ、サイマル出版会） 1974
- 『フランス・ジョーク集』（磯村尚徳、編著、実業之日本社） 1976
- 『メグレ間違う』（ジョルジュ・シムノン、河出書房新社、メグレ警視シリーズ） 1976、のち河出文庫
- 『メグレの初捜査』（ジョルジュ・シムノン、河出書房新社） 1977
- 『脱獄 スーパー刑事 VS 国家第一の敵』（ロジェ・ボルニッシュ、徳間書店） 1977
- 『人間から出発する社会』（V・ジスカール=デスタン、磯村尚徳共訳、ダイヤモンド社） 1977
- 『ヨーロッパ病 衰弱から新生へ』（トウィッケナム、サイマル出版会） 1977
- 『怪盗メスリーヌ 遺作『無実』より』（ジャック・メスリーヌ、編訳、講談社） 1980
- 『スイス銀行の秘密 マネー・ロンダリング』（ジャン・ジーグレル、河出書房新社） 1990
- 『フランスの民話』（アンリ・プーラ、C・G・ビュルストローム編、青土社） 1995
- 『グローバル・デモクラシー』（ジャン=フランソワ・ルヴェル、青土社） 1997
- 『20世紀哲学史』（クリスチアン・ドラカンパーニュ、青土社） 1998
- 『21世紀事典』（ジャック・アタリ、柏倉康夫, 伴野文夫共訳、産業図書） 1999
- 『東洋哲学キーワード事典』（オリヴァー・リーマン、青土社） 2000
- 『ケルトの精霊物語』（ボブ・カラン、青土社） 2001

## 論文
- ＜萩野弘巳